# バクゥ
バクゥ （BuCUE） は、「ガンダムシリーズ」のうちのコズミック・イラ (C.E.) 年代を舞台とした「ガンダムSEEDシリーズ」に登場する架空の兵器。初出作品は、シリーズ第1作として2002年 - 2003年に放送されたテレビアニメ『機動戦士ガンダムSEED』 。「ガンダムシリーズ」の主要兵器であるモビルスーツ  (MS) の一種で、作中勢力のひとつであるプラントの軍事組織「ザフト」 が開発した陸戦用量産機である。人型が基本のMSには珍しい4足歩行の獣のような形状をしており、各脚にある無限軌道も併用した高機動戦闘を得意とする。
当記事では、同じアニメ劇中に登場する上位機種のラゴゥや、その他映像・漫画作品などに登場する派生機についても解説する。

## 設定・デザイン
メカニックデザインを担当したのは、シリーズ内のほかのメカもデザインした大河原邦男。デザイン段階においては人型の上半身と四脚の下半身を併せ持つ機体として描かれていたが、画稿を重ねるうちに四脚の動物型MSとなっていった。『SEED』の監督の福田己津央は、動物型MSの採用は2000年代に流行していた「ゾイド」シリーズや「デジタルモンスター」の影響があると語っている。
大河原はインタビューにおいて、「モビルビースト」という新たな枠組みを作れるものだとする見解を示し、「山岳戦のゲリラ部隊とかを考えてみるのも楽しいですね」とコメントしている。
『SEED』の物語序盤では3DCGが使用されているが、これにはアニメ『ゾイド-ZOIDS-』のスタッフも参加している（後期型や続編『機動戦士ガンダムSEED DESTINY』では従来のMSと同じくアニメーターによる手描きで描かれている）。なお、設定担当の下村敬治によればビームサーベルが連合からの技術流入で実用化された旨の設定は後付けであり、すでに『SEED』第1話で作画作業を行っていた重田智に消してもらうよう頼んだという。

## 設定解説
ザフトの陸上部隊において主力機となる4足歩行MS。機体設計は陸戦型機の開発を専門とするプラントのアジモフ設計局が担当。陸上での稼働試験はC.E.（コズミック・イラ）70年中に、ウィンスレット・ワールド・コンツェルン社（W.W.K）によって、同社が地球に持つスカンジナビア王国内W.W.K管理地域にて、同代表の娘ラス・ウィンスレットをテストパイロットとして行われた。
その後、「血のバレンタイン」から約1か月後のC.E.70年3月15日に発表されるとともに就役。激戦区として予想されていたビクトリアやアラスカでの運用を想定して開発されており、極寒地でも運用できる適応力を持っている。獣型MSという風貌はザフト機の中で異彩を放つ物となるが、これはバクゥが戦車や戦闘ヘリコプターを参考に設計がなされたためである。
バクゥは4足を持つことから、障害物の存在する険しい地形を走破可能としている。また、脚部に無限軌道を有しており、これによって高速移動を行う走行形態を持ち、両形態を使い分けることで高い走破性能を実現している。加えて背部にはウイング付きのスラスターが設置されており、これによって高い旋廻能力をも獲得。そのため、機動力を生かして想定外の位置や速度から敵を撃破する一撃離脱戦法を得意とする。一方で、前面装甲の防御力を重視しているため、それらに比べて腹部装甲は脆弱となる。そのため、全高が下がる走行形態は歩兵などへの対処としても機能している。
背部ターレットの装備は選択式であるため、任務に応じて換装し、機動戦から対要塞戦にまで対応可能。当初は対戦車戦において活躍したバクゥであったが、後期型においては対MS戦を想定し、ビームサーベルが頭部へ追加された。

### 武装
450mm2連装レールガン
バクゥの主兵装の一つ。プラズマ化した弾頭を投射し、リニアガンタンクを一撃で撃破する威力を持つ。
400mm13連装ミサイルポッド
ターレットは回転式となっているため、全方位に発射可能。弾頭先端にはセンサーを備え、自動的に敵機を認識・追尾する。
2連装ビームサーベル
後期型のバクゥが装備する。連合から奪取したGAT-Xシリーズの同装備をベースに実用化したもので、使用の際は頭部両側から展開し、すれ違い様に敵機を攻撃する。
同様の装備はラゴゥも搭載し、フリーダムやジャスティスに搭載されたラケルタ・ビームサーベルの原型となった。

### 劇中での活躍
ザフト勢力圏の1つ北アフリカ地域へ降下したアークエンジェルを襲撃するべく、現地に駐留するアンドリュー・バルトフェルド隊が使用し、地上戦に不慣れなストライクを苦しめる。砂漠戦の終盤やアラスカ攻防戦においては、頭部両サイドより出力されるツインタイプのビームサーベルを装備した後期型が登場。また、グレイブヤード戦においては蘊・奥の飼い犬である伝八が操縦した。
アラスカ攻防戦においてはリニアガン・タンク部隊相手に優位に立っていたが、ブルドックには苦戦する描写もあった。また、サイクロプスに巻き込まれ破壊された機体も存在した。第三次ビクトリア攻防戦ではストライクダガーを撃墜している。
2年後の『SEED DESTINY』においてもザフトの地上戦力として現役であり、ガルナハン攻略作戦やエンジェルダウン作戦への参加が確認されている。
『DESTINY ASTRAY R』においては、何でも屋集団『荒野の野犬』リーダーのラッキー・ラッキーが頭部をバクゥ戦術偵察タイプのものとした機体に搭乗している。
『ECLIPSE』ではODR所属のケン・ノーランド・スセにより、ブースターをラゴゥのものに換装したバクゥが運用されている。シンガポールにてテログループに拘束されたミヤビ・オト・キオウを救出した。
『SEED FREEDOM』ではプラント本国のクーデターの鎮圧に投入される。

## バリエーション
「機動戦士ガンダムSEED MSV開発系譜」では、バクゥおよびバリエーションである戦術偵察タイプ、バルトフェルド専用改修タイプと「ケルベロスバクゥハウンド」各種に、ラゴゥを加えた機体群を「バクゥ目」という名称で分類している。この系譜より後に設定されたもの（ラゴゥハイマニューバ）は含まれていない。

### バクゥ戦術偵察タイプ
『SEED MSV』に登場。敵陣への威力偵察を目的とした特殊機。最大の特徴として、ザフトが独自開発したアクティブステルス機構を搭載している。この機構に用いられるコロイド技術は、ミラージュコロイドのような不可視化を実現するものではなく、音波探知のレーダービーム反射を無効化するものである。また、一部の機体にはニュートロンジャマー下においても索敵が行える量子ビットストリーム通信機をレドームに採用している。なお、機体に装備された2門の火砲は通信システムと火器を兼ねるレーザー砲である。その他の武装として、前腕部先端にそれぞれ格闘用スパイクが、頭部にビームサーベルが装備されている。また翼部にハードポイントが備えられ、ミサイルや機関砲などの火器をマウントすることが可能となっている。
基本的に他の1個小隊規模のMSと行動を共にする運用形態を採っているが、ザフトの軍組織図に無い国防事務局直轄の特殊部隊で使用されているという資料もある。
店頭プロモーション用OVA『機動戦士ガンダムSEED SEED ASTRAY RED FRAME』において、頭部のみが登場。ロウ・ギュールが落札するが、頭部を奪還しようとしたザフトのシグーディープアームズとの交戦中に紛失。その後『荒野の野犬』リーダーのラッキー・ラッキーの手に渡るが、ロウが仕込んでいたプログラムによりロウに奪還される。

### バクゥ バルトフェルド専用改修タイプ
『SEED MSV』が初出。ラゴゥ開発の新装備実証のために開発された実験機。実戦運用は想定されていなかったが、その性能に惚れ込んだバルトフェルドが強引に徴用し専用機とした。
複座式コクピットの採用やビーム兵器導入を見据えた動力・駆動系の改修、一部装甲の強化などを行っている。動力・駆動系の素材の特に強度が必要な部分には、新たに軽量超アラミド繊維補強プラスチック材が採用されたことで、従来機と比べて軸出力17%、脚を使った最高移動速度21%の性能向上を実現。また胴体後部へのジェットエンジンの追加搭載によって、加速力は飛躍的に増大した。その代償に操縦性は劣悪化し機体制御に高い技量が必要になった。また、格闘用武装として特殊合金製の頭部サーベルファングと前脚部スパイクを装備。頭部のファングは基地施設内・市街戦における搬送の大きな障害となることから、ラゴゥでは不採用となった。バルトフェルドのラゴゥ受領後はジブラルタル基地に保管された。
『機動戦士ガンダムSEED ASTRAY』では、ロウ・ギュールと知り合ったマーチン・ダコスタが、窮地に陥ったロウを救うべくイライジャ・キールに本機を託した。最終的に本機はジャンク屋の所有となっている。その後、作業用に改修され、対ゴールドフレーム天戦以降、主に山吹樹里がキャプテンGGのサポートを受けながら搭乗している。改修後の本機を目の当たりにしたバルトフェルドは、「恐ろしい虎が可愛い猫になっちまったな」と苦笑していた。

### バクゥハウンド
『機動戦士ガンダムSEED C.E.73 STARGAZER』に登場。ユニウス条約の影響を受け、新規開発ではなく改修によって作られたバクゥの派生機種。旧世代化しつつあったバクゥの延命も兼ねており、背部にザクシリーズと同規格のウィザードシステム対応アタッチメントを追加し、装備の共用化を図っている。その他、本体部は頭部が改修されており、ビーム兵器が内蔵されている。

#### 武装（バクゥハウンド）
ビームファングシステム
本体中央頭部に計5基装備されている。

#### ケルベロスウィザード
バクゥハウンド用に開発された接近戦用ウィザード。左右のスラスター前部に多重関節式のブームに取り付けられた2つの頭部を持つ。装着時は本体の頭部と含めて三つ首の魔犬ケルベロスを髣髴とさせる風貌となる。これを装着した形態は「ケルベロスバクゥハウンド」と呼称される。
バクゥが獣型ゆえに人型MS用ウィザードの性能を最大限に発揮することが難しかったために開発されたパックであり、プログラムと構造の観点からバクゥハウンドとの併用で性能を最大限に発揮する。スラスターの増設によって機動性が向上し、敵機への接近と撃破が容易となっている。
なお、ケルベロスウィザード後部にはハードポイントが存在し、ライフルなどを尻尾のようにマウントできる。ウィザード部分の2つの頭部は開閉部で敵機を捕縛することも可能。
武装（ケルベロスウィザード）
ビームファングシステム
左右の頭部に2基ずつ、計4基備える。
取り外して手持ちのビームサーベルとすることが可能で、連結してジャベリンタイプとしても運用できる。この機能は主にザクシリーズなどで運用された際の使用を想定している。
ウィザード頭部リトラクタブルセレクション内ビーム砲
ウィザード左右の頭部にそれぞれ1門ずつ内蔵する。照準は頭部のスポッティングセンサーで行われる。頭部がそれぞれフレキシブル構造のブームで接続されていることから、個別に照準や敵機補足が可能であり、変幻自在な戦闘が可能となる。
有効射程を抑えて連射性能に特化しており、近距離戦での制圧能力を重視している。

#### 劇中での活躍（バクゥハウンド）
西ユーラシア地方の対ハンニバル級陸上戦艦「ボナパルト」戦にて、ノーマルのバクゥと共に3機が実戦投入される。ファントムペイン所属のブルデュエルを撃破するが、その直後同じくファントムペイン所属のストライクノワールによって1機がビームブレイドによって切断され、残る2機はアンカーランチャーによって捕縛された機体同士で衝突し、大破した。

#### 専用機
アイザック・マウ機
『Δ ASTRAY』に登場。黄緑の機体色が特徴。行動を共にするアグニス・ブラーエ達の母艦アキダリアに配備され、専用ザクウォーリアに乗り換えるまで愛機を務めた。
アレック・ラッド機
『FRAME ASTRAYS』に登場。純白の機体色が特徴。叢雲劾駆るハイペリオンGと互角の勝負を繰り広げた。その戦闘でケルベロスウィザードを破壊されてからは、ブレイズウィザードを常用した。この状態は「ブレイズバクゥハウンド」と呼ばれる。

## ラゴゥ
バクゥより一回り大型の上位機種。C.E.71年1月23日のカオシュン基地陥落に伴い、ゲイツやゾノとともに発表され、指揮官用として少数が生産配備された。
ラゴゥはバクゥと比較してスラスターの増設や脚部構造の強化により、運動性が向上している。また、対MS戦を想定し、頭部センサーの増強や脚部クローの追加が行われた。加えて、GAT-X強奪によってもたらされたビーム兵器も導入され、機動性・攻撃力がともに向上している。機体名は七曜の羅睺にちなむ。
各種兵装を円滑に機能させるため、コクピットは砲手と操縦士で分担する複座式となっている。これにより、各パイロットが操縦と遠距離戦に専念することが可能となっている。そのため、ラゴゥは砲撃で敵機を牽制し、それで撃破に至らなかった場合は急速接近し、白兵戦に挑む高機動戦を得意としている。
武装
2連装ビームキャノン
背部に装備される。本体のジェネレーターからエネルギーを供給している。
2連装ビームサーベル
バクゥのものより出力・安定性が向上している。
クロー
本体脚部に装備される。敵機を刺突することが可能。
劇中での活躍
砂漠での戦闘において、アンドリュー・バルトフェルドがメインパイロット、アイシャがガンナーとして搭乗し、キラ・ヤマトのストライクと交戦する。フェイズシフトダウンを起こすまで追い詰めるが、SEEDを発動したキラのストライクにアーマーシュナイダーを突き立てられ、爆発・四散する。この戦いでアイシャは死亡するが、バルトフェルドは奇跡的に生還する。
『ASTRAY 天空の皇女』では、ラス・ウィンスレットと風花・アジャーがカイト・マディガンの所有するラゴゥを借り、操縦している。

### ラゴゥハイマニューバ
『機動戦士ガンダムSEED Re:』に登場。ラゴゥにジンハイマニューバのスラスターを用いて機動力の強化を図っているほか、2門の砲塔を追加することで火力も強化されている。また、ラゴゥ本体も尾部にアンカーランチャーが追加されているなど、随所に変更点が見られる。